# Julija Safina
Julija Vasiljevna Safina (ryska: Юлия Васильевна Сафина), född 1 juli 1950 i Smirnovo i Altaj kraj, är en rysk, före detta sovjetisk handbollsspelare.
Hon tog OS-guld i damernas turnering i samband med de olympiska handbollstävlingarna 1980 i Moskva.